# 以色列駐美國大使列表
以下列表列出以色列国历任派驻美利坚合众国的特命全權大使。由於兩國之間具有密切的外交和軍事關係，该职位一般被视为以色列外交部中最具地位的职务之一。
其大使和下属的所有使馆工作人员都派驻在美国华盛顿特区。

## 历任大使一览
1. 埃利亞胡·埃拉特（英语：Eliahu Eilat），1948年–1950年
2. 阿巴·埃班（英语：Abba Eban），1950年–1959年
3. 亞伯拉罕·哈曼（英语：Avraham Harman），1959年–1968年
4. 伊扎克·拉宾，1968年–1973年
5. 西姆查·迪尼茨（英语：Simcha Dinitz），1973年–1979年
6. 以法蓮·埃夫龍（英语：Ephraim Evron），1979年–1982年
7. 摩西·阿伦斯，1982年–1983年
8. 梅厄·羅森尼（英语：Meir Rosenne），1983年–1987年
9. 摩西·阿拉德（英语：Moshe Arad），1987年–1990年
10. 扎爾曼·舒瓦爾（英语：Zalman Shoval），1990年–1993年
11. 伊塔馬爾·拉比諾維奇（英语：Itamar Rabinovich），1993年–1996年
12. 埃利亞胡·本-埃利薩爾（英语：Eliahu Ben-Elissar），1996年–1998年
13. 扎爾曼·舒瓦爾（英语：Zalman Shoval），1998年–1999 年
14. 大卫·伊夫里，1999年–2002年
15. 丹尼·阿亞隆（英语：Daniel Ayalon），2002年–2006年
16. 薩爾萊·梅利多（英语：Sallai Meridor），2006年–2009年
17. 迈克尔·B·奥伦，2009年–2013年
18. 羅恩·德默爾（英语：Ron Dermer），2013年–2021年
19. 吉拉德·埃爾丹，2021年
20. 麥可·赫爾佐格，2021年–2025年
21. 耶希尔·莱特，2025年–